# Японски зелен гълъб
Японският зелен гълъб (Treron sieboldii) е вид птица от семейство Гълъбови (Columbidae).

## Разпространение
Видът е разпространен във Виетнам, Китай, Лаос, Русия, Тайланд, Южна Корея и Япония.